# Tông Tòa Thượng thẩm Rôta
Tông Tòa Thượng thẩm Rôta (còn được gọi đơn giản là Rôta Rôma, tiếng Latinh: Apostolicum Rotae Romanae, Rota Romana) là tòa án cao nhất của Giáo triều Rôma xét xử ở giai đoạn phúc thẩm dành cho các vấn đề trên quy mô lớn thuộc Giáo hội Công giáo, kể cả nghi lễ Latinh và nghi lễ Đông phương, giáo hoàng đóng vai trò là thẩm phán tối cao của tòa án này. Tòa án được được thành lập vào thế kỷ 13, đặt theo chữ Rota (nghĩa là hình tròn) vì bồi thẩm đoàn lúc đó mang chức danh là những "kiểm tra viên" (auditor), nhóm họp trong một căn phòng hình tròn để nghị án. Giáo hội Công giáo có hệ thống pháp luật khá hoàn chỉnh (gọi là giáo luật) và được sử dụng cho đến tận ngày nay.